# American Automobile Association
L'American Automobile Association (conosciuta anche con l'acronimo AAA) è una federazione di club automobilistici presenti in tutto il Nord America. Si tratta di un'associazione nazionale privata senza scopo di lucro che rappresenta gli automobilisti, offrendo loro una vasta gamma di servizi, tra cui l’assistenza stradale. Inoltre, svolge un ruolo attivo nell'influenzare le politiche pubbliche legate alla mobilità e ai trasporti, agendo come portavoce degli interessi dei conducenti. Conta oltre 60 milioni di membri negli Stati Uniti e in Canada. La sede centrale si trova a Heathrow, in Florida.

## Storia
L'American Automobile Association è stata fondata il 4 marzo 1902 a Cleveland, in Ohio, in risposta alla mancanza di strade e autostrade adeguate per l’automobile. L’organizzazione contava inizialmente 1.000 membri, per lo più appassionati di motori.
Nel corso degli anni, l’associazione ha progressivamente ampliato il proprio ambito di attività. La prima mappa stradale è stata pubblicata nel 1905 e, a partire dal 1917, l'AAA ha iniziato a pubblicare guide alberghiere. Nel 1947 è stata istituita come entità separata la Fondazione AAA per la sicurezza stradale, che conduce numerosi studi sulla sicurezza degli automobilisti.
Fino al 1956, l'AAA è stata anche l’ente regolatore delle competizioni automobilistiche negli Stati Uniti. Ha organizzato numerose gare, tra cui la celebre 500 Miglia di Indianapolis, e ha gestito il Campionato statunitense di corse automobilistiche. Tuttavia, in seguito al tragico incidente di Le Mans del 1955, l’associazione ha deciso di ritirarsi dal mondo delle corse, ritenendo che si fosse allontanato dalla sua missione originaria.
L'American Automobile Association è affiliata con altri organismi nordamericani, tra cui l’Association canadienne des automobilistes e CAA-Québec.

## Discriminazione
Durante l'era delle leggi Jim Crow, l'American Automobile Association praticò attivamente la discriminazione nei confronti degli afroamericani, ai quali non era consentito aderire all'associazione. In risposta a questa esclusione, vennero redatte guide alternative a quelle dell'AAA, come The Negro Motorist Green Book, pensate per fornire ai viaggiatori neri indicazioni sicure su dove poter mangiare, dormire e fare rifornimento senza subire discriminazioni.